# Etruskisches Nashorn
Das Etruskische Nashorn (Stephanorhinus etruscus) ist eine ausgestorbene Nashornart, die vorwiegend im Altpleistozän und im frühesten Mittelpleistozän vor 2,5 bis 0,7 Millionen Jahren in Europa lebte. Sie gehört zur Gruppe der zweihörnigen Nashörner Eurasiens, die eng mit dem heute in Südostasien lebenden, aber stark bedrohten Sumatra-Nashorn (Dicerorhinus sumatrensis) verwandt ist. Der überwiegende Lebensraum des Etruskischen Nashorns waren offene Waldlandschaften, wo es sich von weicher Pflanzennahrung ernährte.

## Verbreitung und Lebensraum

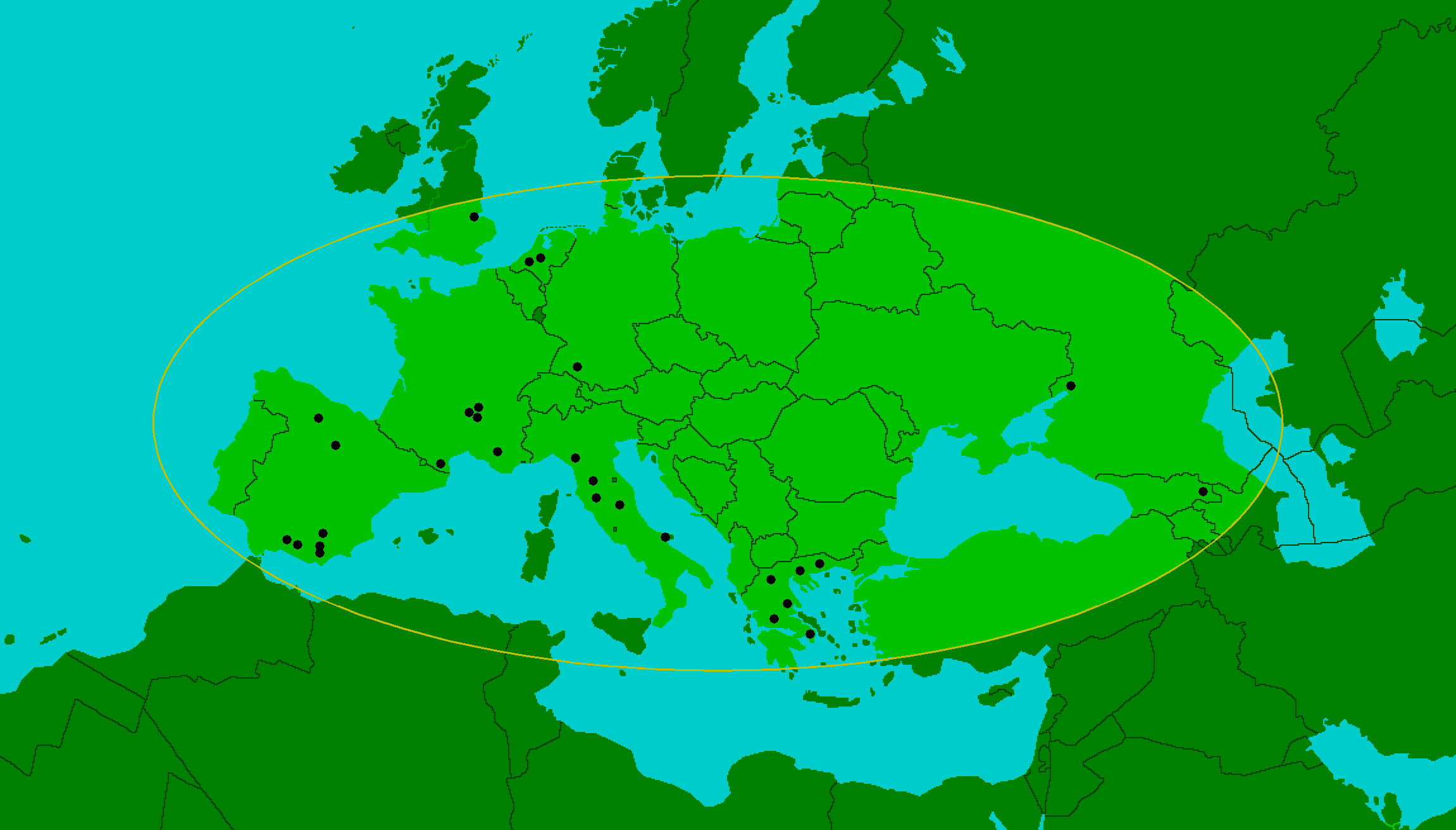
Verbreitung des Etruskischen Nashorns im Altpleistozän in Europa. Die schwarzen Punkte stellen wichtige Fundorte dar.

Das Etruskische Nashorn bevorzugte weitgehend submediterranes bis gemäßigtes Klima. Sein Hauptverbreitungsgebiet war West- und Südeuropa, wo es im Gebiet des heutigen Frankreichs, auf der Iberischen, der Apennin-, der Balkanhalbinsel und der Peloponnes vorkam. Nach Osten hin erstreckte sich sein Verbreitungsgebiet bis zum Kaukasus. Die Gebiete nördlich der Alpen wurden möglicherweise nur während der wärmeren Phasen des Altpleistozäns (vor circa 2,5 bis 0,8 Millionen Jahren) erreicht, hier ist es weitaus seltener nachgewiesen. Die nördlichsten Vorkommen sind bisher nahe der Nordsee in den heutigen Niederlanden (Tegelen) und auf den Britischen Inseln (East Runton) bekannt.
In West- und Südeuropa koexistierte das Etruskische Nashorn anfangs mit den großen Nashornvertretern Stephanorhinus jeanvireti und Stephanorhinus megarhinus. Vor allem in Osteuropa, im Chapri-Faunenkomplex des Altpleistozän ist es mit frühen Vertretern von Elasmotherium, einem elefantengroßen Nashorn vergesellschaftet. In seiner Spätphase teilte sich die Nashornart ihren Lebensraum mit dem Hundsheimer Nashorn (Stephanorhinus hundsheimensis). Zahlreiche Fossilien nordalpiner, mitteleuropäischer Fundstellen aus dem Übergang vom Alt- zum Mittelpleistozän, die ursprünglich mit dem Etruskischen Nashorn in Verbindung gebracht wurden, gehören dieser moderneren Nashornform an. Weitere häufig assoziierte Faunenelemente sind der Südelefant und Bison schoetensacki.

## Körperbau und Lebensweise
Das Etruskische Nashorn war ein mittelgroßer Vertreter der Nashörner und erreichte eine Kopf-Rumpf-Länge von 250 cm bei einer Schulterhöhe von rund 160 cm. Das Gewicht wird auf zwischen 400 und 750 kg beziffert, womit die Nashornart etwa die Größe des heutigen Sumatra-Nashorns (Dicerorhinus sumatrensis) erreichte.
Der Schädel des Etruskischen Nashorns wurde rund 63 cm lang. Das Hinterhauptsbein war wenig herausgezogen und war nahezu rechtwinklig geformt. Dies führte zu einer relativ waagerechten Schädelhaltung, ebenso wie beim fossilen Waldnashorn (Stephanorhinus kirchbergensis) als auch beim heutigen Sumatra-Nashorn. Es besaß eine schwach ausgeprägten Wulst als Ansatz für die Nackenmuskulatur. Das Nasenbein war eher schwach entwickelt und nur im vorderen Bereich verknöchert, wies aber eine raue, perlartig geformte Oberfläche auf, die die Lage des vorderen Horns anzeigt. Das kleinere, zweite Horn saß auf der Stirn und wurde durch ähnliche Oberflächenstrukturen angezeigt. Der Naseninnenraum reichte bis zum hintersten Prämolaren. Die Augenhöhle befand sich oberhalb des dritten Molaren.

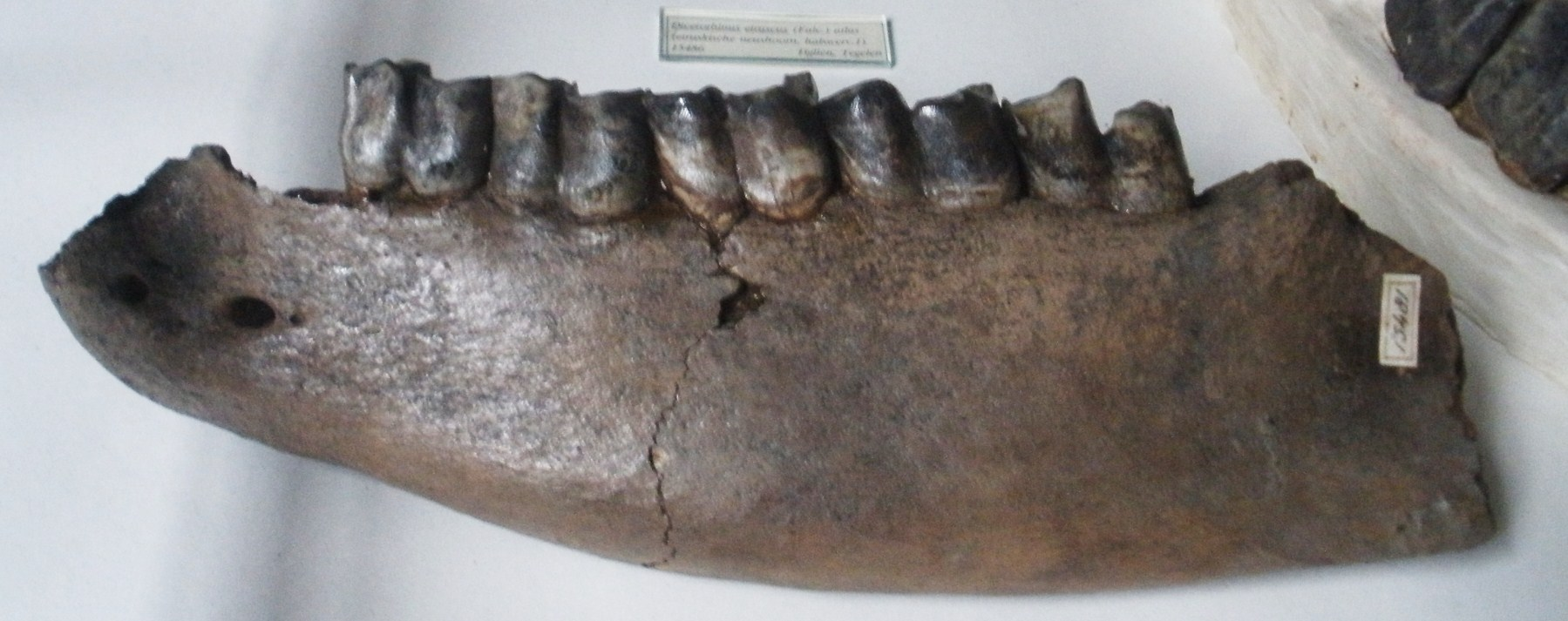
Unterkieferfragment von Etruskischen Nashorn

Der Unterkiefer war grazil gebaut und wurde 49 cm lang. Er besaß eine lange, aber schmale Symphyse. Wie bei den anderen Stephanorhinus-Vertretern war das vordere Gebiss reduziert, während das hintere nur den vordersten Prämolaren zurückgebildet hatte und aus drei Prämolaren und drei Molaren je Kieferast bestand. Die Zahnformel lautete demgemäß: {\displaystyle {\frac {0.0.3.3}{0.0.3.3}}}. Bei einzelnen Individuen kann aber der erste Prämolar noch ausgebildet sein. Die Backenzähne waren deutlich niederkronig (brachyodont). Die Prämolaren und vorderen Molaren wiesen einen eher quadratischen bis rechtwinkligen Umriss auf, der hinterste Molar war annähernd dreieckig geformt. Der zweite Molar stellte den größten Zahn im Gebiss dar.
Das Rumpfskelett ist aufgrund zahlreicher Funde recht gut bekannt. Die Wirbelsäule umfasste – basierend auf einem nahe der mittelitalienischen Stadt Terni gefundenen, weitgehend vollständigen Skelett – Stephanorhinus-typisch wenigstens 7 Hals-, 18 Brust- und 4 Lendenwirbel. Die Gliedmaßen waren sehr schlank gebaut, noch schlanker als beim etwa gleich großen aber schwereren Hundsheimer Nashorn (Stephanorhinus hundsheimensis). Der Oberarmknochen erreichte 39 cm Länge, die Ulna 48 cm. Der Oberschenkelknochen wurde 44 cm, das Schienbein 37 cm lang. Die jeweils dreistrahligen Hände und Füße besaßen einen massiven Mittelstrahl (Metapodium III), wobei der jeweilige Mittelhandknochen 20 cm und der Mittelfußknochen 18 cm lang wurde.
Die waagerechte Kopfhaltung und die niederkronigen Zähne lassen annehmen, dass sich das Etruskische Nashorn weitgehend von weicher Pflanzenkost ernährte (browsing). Dadurch sollten Blätter, Rinde, Blüten oder Knospen die Hauptnahrungsquellen gewesen sein. Es kann aber nicht ausgeschlossen werden, dass ein geringer Anteil an harter Grasnahrung ebenfalls verzehrt wurde. Allerdings sollte dieser, vergleichbar mit dem heutigen Panzernashorn (Rhinoceros unicornis) weit weniger als 50 % der gesamten verzehrten Pflanzen ausgemacht haben. Womöglich lebte die Nashornart in halboffenen Waldlandschaften, worauf auch die relativ schlanken Gliedmaßen hinweisen.

## Systematik und Forschungsgeschichte

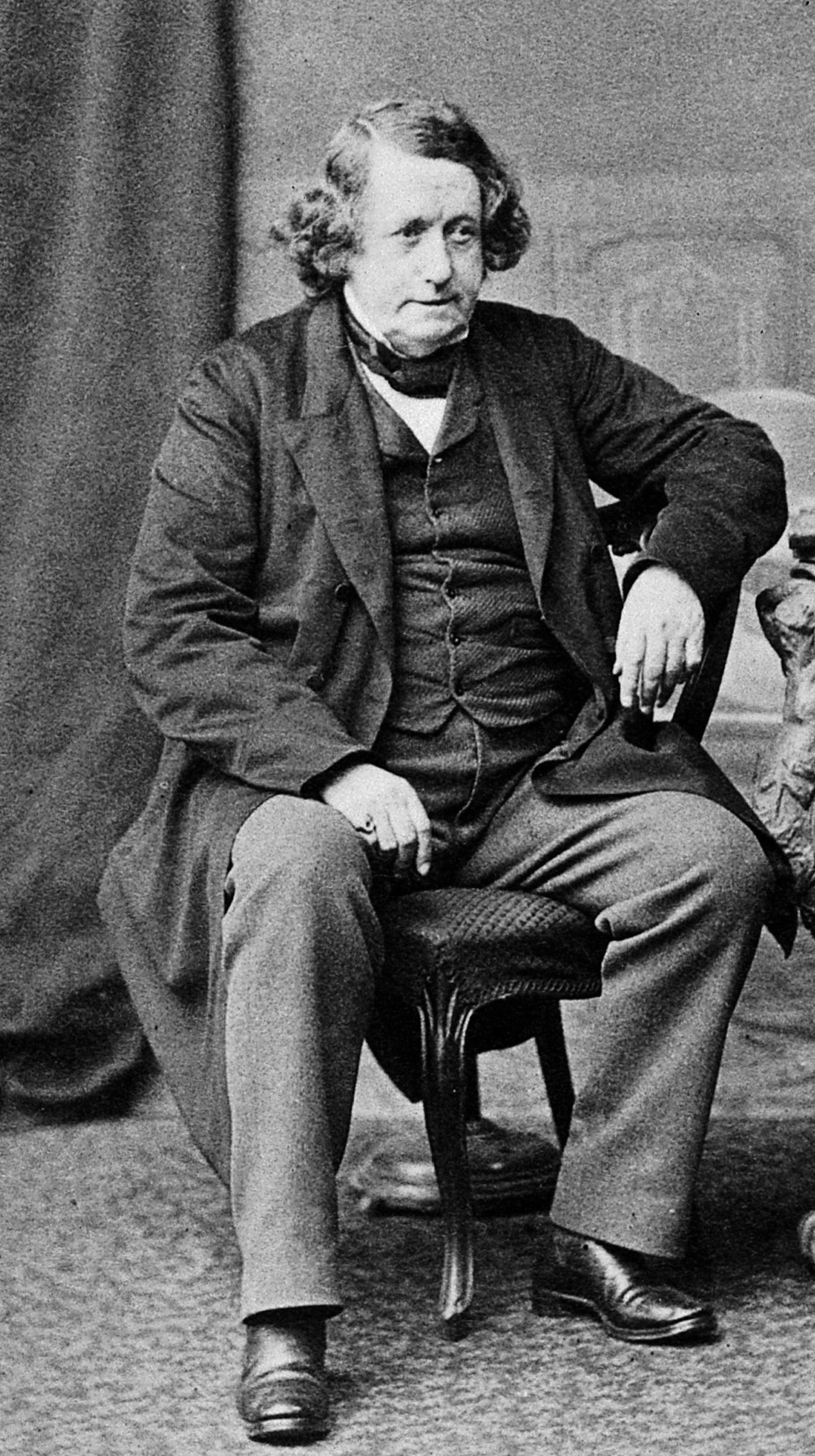
Hugh Falconer

Das Etruskische Nashorn gehört zur Gattung Stephanorhinus, einer Gruppe weitgehend eurasischer Nashornvertreter, die vom Miozän bis zum Pleistozän vorkamen und dessen nächster heute lebender Verwandter das Sumatra-Nashorn ist. Die Verwandtschaftsverhältnisse innerhalb der Stephanorhinus-Linie sind noch weitgehend unbekannt, generell werden zwei Linien angenommen: Stephanorhinus megarhinus–Stephanorhinus kirchbergensis und Stephanorhinus etruscus–Stephanorhinus hundsheimensis-Stephanorhinus hemitoechus. Allerdings wird die nähere Verbindung von Etruskischem zu Hundsheimer Nashorn auch teils bezweifelt, da letzteres wesentlich archaischere Backenzähne aufweist. Der Vorfahr des Etruskischen Nashorns war Stephanorhinus jeanvireti. Beide stellen möglicherweise Immigranten aus Asien in Europa dar.
Von den meisten Forschern wird das Etruskische Nashorn als relativ unveränderlich in seiner stammesgeschichtlichen Entwicklung beschrieben. Friedrich Zeuner wies aber bereits 1934 auf die Größenzunahme der vorderen Hornbasis im Verhältnis zur Schädellänge hin, die vor allem bei den spätesten Vertretern bemerkbar ist. Von Claude Guérin wurden daraufhin zwei Unterarten, S. e. etruscus und S. e. brachycephalus eingeführt. Die spätere Form S. e. brachycephalus, die weitgehend aus dem mittleren Pleistozän stammt, wird heute aber als Hundsheimer Nashorn angesehen, welches anatomischen Untersuchungen zufolge tatsächlich ein größeres Nasalhorn aufwies. Nach Paul Mazza ist das Etruskische Nashorn identisch mit der chinesischen Variante Stephanorhinus yunchuchenensis, was das Verbreitungsgebiet dieser Art bis nach Ostasien erweitern würde. Bisher unterlagen die einzelnen Mitglieder der Gattung Stephanorhinus, vor allem die ostasiatischen, aber keiner größeren Revision.
Die Erstbeschreibung des Etruskischen Nashorns als Rhinoceros etruscus wurde 1868 von Hugh Falconer verfasst, dessen Bericht aber posthum veröffentlicht wurde. Jedoch hatte Falconer den Namen bereits 1859 in einem Brief an David Thomas Ansted erwähnt. Die Beschreibung erfolgte anhand von Fossilien aus der Toskana, wovon sich auch der Artname als ehemaliges Besiedlungsgebiet der Etrusker ableitet. Aufgrund der später erkannten, näheren Verwandtschaft zum Sumatra-Nashorn – einigende Merkmale sind die beiden ausgebildeten Hörner und das teils verknöcherte Nasenbein – wurde der Gattungsname in Dicerorhinus abgeändert. Miklós Kretzoi führte 1942 den heute gültigen Gattungsnamen Stephanorhinus ein, den er aufgrund der Unterschiede in der vorderen Bezahnung zwischen dem Sumatra-Nashorn und den pleistozänen Nashörnern Eurasiens etablierte.

## Stammesgeschichte
Erstmals aufgetreten ist das Etruskische Nashorn im frühen Pleistozän, möglicherweise auch schon im ausgehenden Pliozän. In Europa erscheint es nahezu gleichzeitig mit dem Equiden Equus stenonis. Zu den ältesten Fundstellen gehört jene von Chilhac in Frankreich, welche dem Gelasium zugewiesen wird. Zu jener Zeit war die Nashornart häufig im westlichen Europa anzutreffen, kam aber auch in Osteuropa vor. In Mitteleuropa tritt die Nashornart erstmals im späten Altpleistozän auf und ist unter anderem in der Erpfinger Höhle in Baden-Württemberg nachgewiesen. Das letzte Auftreten des Etruskischen Nashorns ist in Atapuerca in Spanien, einer Fundstelle, die auch mit bedeutenden frühmenschlichen Fossilien (siehe auch Homo antecessor) und Hinterlassenschaften in Verbindung steht, vor mehr als 700.000 Jahren verbürgt.